# Batracomorphus laminocus
Batracomorphus laminocus är en insektsart som beskrevs av Cai och He. Batracomorphus laminocus ingår i släktet Batracomorphus och familjen dvärgstritar. Inga underarter finns listade i Catalogue of Life.